# 蘇格蘭首席部長
蘇格蘭首席部長，是蘇格蘭政府的首长，又譯為「蘇格蘭首席大臣」。英国国会通过《1998年苏格兰法令》（Scotland Act 1998），1999年成立苏格兰政府，随着苏格兰议会第一次选举而产生成立，是苏格兰议会的行政机关，2007年之前称苏格兰行政院（Scottish Executive）。负责苏格兰境内教育、国民健康服务、司法、乡郊、交通等地方自治事务。

## 歷史
在1997年憲政公投中蘇格蘭選民表決通過有限度自治後，貝理雅為首的工黨政府重新成立自《1707年聯合法令》後被取消的蘇格蘭議會與政府。此後蘇格蘭展開地方自治，如衛生、教育、法律等事務均獲權力下放。蘇格蘭在獲得權力下放後導致行政及立法架構改組，因而產生「首席部長」此一政府首腦職銜。英國國會曾就蘇格蘭政府首腦頭銜一事辯論，與會其中一派認為權力下放的政權應等同英聯邦諸國，使用「總理」（Premier）一詞；但另一派則認為北愛爾蘭行政院已改用「首席部長」稱謂，英國內的自治政府應持相同標準。
在權力下放前，蘇格蘭事務大臣行使「首席部長」等同職權者並領導蘇格蘭事務部處理內政事務，為英國中央政府轄下部門。蘇格蘭事務大臣由首相全權任命並對其負責，為英國內閣閣員。唯自1999年起予蘇格蘭議會及政府接收大部分權責後，蘇格蘭事務大臣的職權大幅縮減。

## 選舉及任期
首席部長一職是由蘇格蘭議會在每屆任期開始以多輪絕對多數制選出，並提請英國君主正式任命。首席部長任期及人選並無明定，理論上可由任何蘇格蘭議會議員無限期出任，故只會在議會提名繼任者後卸任，而按慣例首席部長通常依議會任期每四年由多數議員推舉者出任（即多數黨領袖）。根據《1998年蘇格蘭法令》規定，當屆議會須在28日內選出新任首席部長，若無法如期選出，則須立即解散並重新舉行選舉。若首席部長被議會簡單多數通過不信任動議彈劾，議會同樣也須於28日內改選出新任首席部長，否則亦解散議會重選。首席部長一職懸空期間會由蘇格蘭議會主席代理，直至議會選出繼任者。
根據《1868年宣誓法令》，首席部長在接受英國君主任命後須向其宣誓效忠。首席部長通常於舊蘇格蘭議會大廈（現蘇格蘭最高法院）庭內在蘇格蘭高等民事法院首席大法官監誓下宣誓。誓詞如下：
|  |  |  |

## 歷任首席部長列表
|   | 姓名          | 照片 | 上任日期       | 卸任日期       | 黨籍         |
| - | ------------- | ---- | -------------- | -------------- | ------------ |
| 1 | 狄華仁        |      | 1999年5月17日  | 2000年10月11日 | 工黨         |
| - | 吉姆·华莱士   |      | 2000年10月11日 | 2000年10月27日 | 自由民主黨   |
| 2 | 麥敬思        |      | 2000年10月27日 | 2001年11月8日  | 工黨         |
| - | 吉姆·华莱士   |      | 2001年11月8日  | 2001年11月27日 | 自由民主黨   |
| 3 | 麥康納        |      | 2001年11月27日 | 2007年5月16日  | 工黨         |
| 4 | 阿歷士·薩蒙德 |      | 2007年5月17日  | 2014年11月18日 | 苏格兰民族党 |
| 5 | 施雅晴        |      | 2014年11月20日 | 2023年3月28日  | 苏格兰民族党 |
| 6 | 洪姆扎·尤薩夫 |      | 2023年3月29日  | 2024年5月7日   | 苏格兰民族党 |
| 7 | 施榮禮        |      | 2024年5月8日   |                | 苏格兰民族党 |